# Mistrzostwa Afryki U-19 w Piłce Ręcznej Kobiet 2002
Mistrzostwa Afryki U-19 w Piłce Ręcznej Kobiet 2002 – dwunaste mistrzostwa Afryki U-19 w piłce ręcznej kobiet, oficjalny międzynarodowy turniej piłki ręcznej o randze mistrzostw kontynentu organizowany przez CAHB mający na celu wyłonienie najlepszej złożonej z zawodników do lat dziewiętnastu żeńskiej reprezentacji narodowej w Afryce. Odbył się wraz z mistrzostwami U-20 mężczyzn w dniach 14–22 września 2002 roku w Kotonu. Tytułu zdobytego w 2000 roku broniła reprezentacja Angoli. Mistrzostwa były jednocześnie eliminacjami do MŚ 2003.

## Faza grupowa
| 16 września 2002 | Angola U-19 | 35:20(16:11) | Algieria U-19 | Kotonu |
| 16 września 2002 |             | 35:20(16:11) |               | Kotonu |

| 16 września 2002 | Tunezja U-19 | 30:27(13:11) | Kongo U-19 | Kotonu |
| 16 września 2002 |              | 30:27(13:11) |            | Kotonu |

| 18 września 200215:00 | Angola U-19 | 32:17(17:7) | Tunezja U-19 | Kotonu |
| 18 września 200215:00 |             | 32:17(17:7) |              | Kotonu |

| 18 września 2002 | Kongo U-19 | 31:26(17:12) | Algieria U-19 | Kotonu |
| 18 września 2002 |            | 31:26(17:12) |               | Kotonu |

| 20 września 2002 | Algieria U-19 | 25:21(12:7) | Tunezja U-19 | Kotonu |
| 20 września 2002 |               | 25:21(12:7) |              | Kotonu |

| 20 września 2002 | Angola U-19 | 32:26(12:12) | Kongo U-19 | Kotonu |
| 20 września 2002 |             | 32:26(12:12) |            | Kotonu |

## Finał
| 22 września 2002 | Kongo U-19 | 31:24 | Angola U-19 | Kotonu |
| 22 września 2002 |            | 31:24 |             | Kotonu |

## Klasyfikacja końcowa
| Miejsce | Reprezentacja | Uwagi          |
| ------- | ------------- | -------------- |
| złoto   | Kongo U-19    | awans: MŚ 2003 |
| srebro  | Angola U-19   | awans: MŚ 2003 |
| brąz    | Algieria U-19 | awans: MŚ 2003 |
| 4       | Tunezja U-19  | –              |